# Franz Vonessen (Mediziner)
Franz Vonessen (* 10. November 1892 in Rellinghausen; † 11. April 1970 in Köln) war ein deutscher Arzt. Als leitender Stadtarzt des Kölner Gesundheitsamtes verweigerte der gläubige Katholik in der Zeit des Nationalsozialismus die Mitgliedschaft in nationalsozialistischen Organisationen, woraufhin er zunächst degradiert wurde. Als er auch die Mitwirkung an Zwangssterilisationen im Rahmen des Gesetzes zur Verhütung erbkranken Nachwuchses verweigerte, wurde er 1937 in den Ruhestand versetzt. Nach dem Krieg setzte ihn die Verwaltung der Siegermächte als Leiter des Kölner Gesundheitsamtes ein.

## Leben
Vonessen war das drittjüngste von zehn Kindern einer als katholisch-fromm beschriebenen Rellinghausener Kaufmannsfamilie. Drei ältere Geschwister starben kurz nach der Geburt. In Essen besuchte er die Volksschule und in Steele das humanistische Gymnasium. Im Alter von 13 Jahren kam er erstmals mit dem kulturellen und religiösen Leben in Köln in Kontakt, als er mit seiner Familie den Domkapitular und Kunstsammler Alexander Schnütgen, einen Vetter seines Vaters, besuchte. Im März 1911 legte Franz Vonessen das Abitur ab.
Im Anschluss nahm er an der Universität Freiburg ein Medizinstudium auf und wurde Mitglied in der Studentenverbindung KDStV Ripuaria Freiburg im Breisgau. Während des Ersten Weltkrieges musste er sein Studium unterbrechen und wurde als militärischer Unterarzt in Trier, Rosbach (Windeck) und Bonn eingesetzt. Aufgrund einer rheumatischen Erkrankung brauchte er keinen Dienst an der Kriegsfront zu leisten. Im Dezember 1918 legte er sein medizinisches Staatsexamen in Bonn ab. Im Juli 1919 promovierte er dort. Ab 1918 arbeitete Vonessen kurz in zwei Kölner Krankenhäusern, wechselte dann aber als Fürsorgearzt ins Gesundheitsamt der Stadt.
Im Mai 1920 heiratete Vonessen die Lehrerin Hedwig Küppers. Aus der Ehe gingen später fünf Töchter und ein Sohn hervor.

### Stadtarzt im Kölner Gesundheitsamt
Anfang 1921 wurde Franz Vonessen zum Stadtarzt unter Peter Krautwig befördert, der im Jahre 1905 das Kölner Gesundheitsamt als erste deutsche Behörde dieser Art gegründet hatte. Ein Angebot des Bottroper Bürgermeisters Erich Baur für eine Stelle als Dezernent des dortigen Gesundheitsamtes lehnte Vonnessen ab und blieb stattdessen in Köln tätig.
In der Nachkriegszeit des Ersten Weltkrieges beschäftigte ihn das durch Armut hervorgerufene soziale und gesundheitliche Elend weiter Teile der Bevölkerung, das im Winter 1922/23 unter anderem einen außergewöhnlichen Anstieg der Tuberkulosefälle in Köln hervorrief. Zugleich forderte er auch Verständnis und Hilfe für die Kölner Nerven- und Geisteskranken ein, deren Leiden er mit den Entbehrungen dieser Zeit in Verbindung brachte. In seiner Verantwortung richtete das Gesundheitsamt im Jahr 1922 erstmals eine „Fürsorgestelle für Nervöse“ ein. Der Begriff wurde zur Abgrenzung von der damals üblichen „Irrenpflege“ gewählt, die auf die Unterbringung psychisch- und geistig erkrankter Bürger in Irrenanstalten abzielte. Bewusst richtete man die Fürsorgestelle darum nicht in der psychiatrischen Klinik der Lindenburg, sondern in einem Allgemeinkrankenhaus ein. Zielgruppe waren auch Epileptiker, Schwachsinnige, psychiatrisch erkrankte Kinder und Jugendliche sowie Suchtkranke, die in der Fürsorgestelle Beratung und Unterstützung erhielten.

### Leitender Stadtarzt
Nach dem Tod Krautwigs im Jahr 1926 wurde Karl Coerper Gesundheitsdezernent und Leiter des Gesundheitsamtes. Coerper beförderte Vonessen 1929 zum leitenden Stadtarzt und zum Chef der Krankenhausabteilung des Amtes. Zugleich übte er das Amt eines Vertrauensarztes der Landesversicherungsanstalt Rheinprovinz aus. Er publizierte über Sozialhygiene und Sozialmedizin, lehnte aber nach längerem Abwägen eine angebotene Mitwirkung bei der Planung des Instituts für Gesundheitsfürsorge des Deutschen Caritasverbandes ab.
Die Familie besaß ein Haus in Köln-Braunsfeld. Die Vonessens waren in der dortigen katholischen Pfarrei St. Joseph aktiv, die vom damaligen Pfarrer Joseph Frings geleitet wurde. Zu den entfernten Nachbarn der Familie zählt die Familie Konrad Adenauers, mit denen die Vonessens eine Bekanntschaft pflegten, die sich unter anderem in gemeinsamen Musikabenden äußerte. Auch die Kinder der Familien waren befreundet.
Am 7. März 1931 geriet Franz Vonessen während einer kirchlichen Veranstaltung im Pfarrsaal von St. Joseph in einen von der SA verübten Angriff. Vonessen blieb, anders als der mit einem Stuhl attackierte Pfarrer Frings, unverletzt. Die zunehmend unsichere Situation ließ ihn eine Bewerbung als Sozialversicherungsmediziner beim internationalen Arbeitsamt in Genf in Betracht ziehen, die er aber nicht in die Tat umsetzte.
Nach der Machtergreifung durch die Nationalsozialisten wurde Vonessen im Zusammenhang mit dem Gesetz zur Wiederherstellung des Berufsbeamtentums zur Mitgliedschaft in der Beamtenfachschaft, die später als Beamtenabteilung der NSDAP fungierte, aufgefordert. Er kam dem im November 1933 nach, blieb aber bis zu deren Marginalisierung Anhänger der Deutschen Zentrumspartei und Nichtmitglied der NSDAP. Unter Berufung auf das Gesetz teilte Oberbürgermeister Günter Riesen Vonesen zum Jahresende mit, er habe unter Berufung auf das Gesetz seine Versetzung in ein niederrangiges Amt beantragt. Neben der Nichtmitgliedschaft in der Partei durfte auch seine Weigerung, die Kinder in der Hitlerjugend anzumelden und regelmäßig für die Förderung der Nationalen Arbeit zu spenden dazu beigetragen haben, dass Vonessen im März 1934 zum einfachen Stadtarzt degradiert und auf eine Stelle in der Nähe des Königsforstes versetzt wurde.

### Verweigerte Mitarbeit an der Euthanasie

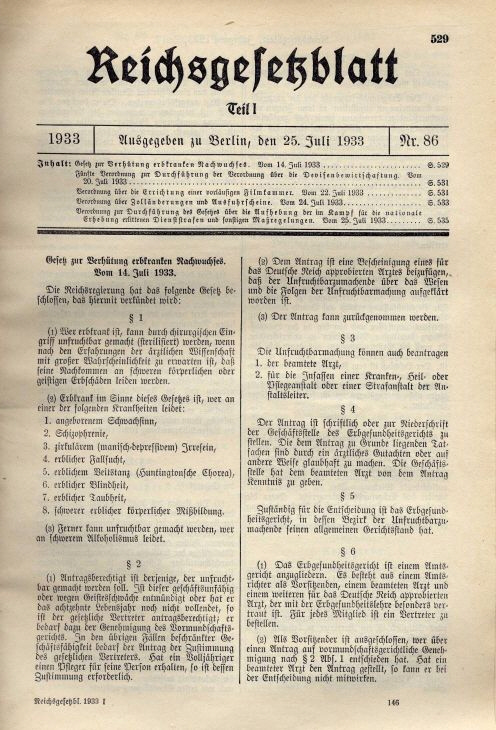
Reichsgesetzblatt vom 25. Juli 1933

Am 14. Juli 1933 beschloss Hitlers Kabinett das Gesetz zur Verhütung erbkranken Nachwuchses. Es sollte die Vorstellungen der NS-Rassenhygiene durchsetzen, in dem Personen mit so genannten Erbkrankheiten, dazu gehörten angeborener Schwachsinn, Schizophrenie, „zirkuläres manisch-depressives Irresein“ (Bipolare Störung?), erbliche Fallsucht (heute Epilepsie), erblicher Veitstanz (heute Chorea Huntington), erbliche Blindheit, erbliche Taubheit und schwere erbliche körperliche Missbildung einer Zwangssterilisation unterzogen wurden. Alle Ärzte im Staatsdienst unterlagen einer Anzeigepflicht dieser Erkrankungen bei den zu schaffenden Erbgesundheitsgerichten während andere Ärzten dazu lediglich aufgefordert wurden.
Als leitender städtischer Arzt rang Franz Vonessen um eine Haltung zu diesem Gesetz, das auch ihm eine Anzeigepflicht bei den einschlägigen Krankheiten und zur Mitwirkung bei der Vorbereitung von Zwangssterilisationen auferlegen könnte. Er suchte bei seiner Kirche nach Orientierung, stieß jedoch auf uneinheitliche Standpunkte. Die Enzyklika Casti connubii von 1930 untersagte jede Form von (Zwangs-)Sterilisationen. Der Eichstätter Bischof Konrad von Preysing bezeichnete das Anliegen des NS-Gesetzgebers als „guten Zweck“, der aber die Anwendung des „schlechten Mittels“ Sterilisation nicht rechtfertige. Der Kölner Generalvikar Emmerich David riet den betroffenen Ärzten, sich mit ihren Vorgesetzten auf eine Vermeidung persönlicher Stellungnahmen bis zu Klärung der unterschiedlichen Standpunkte in Gesprächen zwischen Staat und Kirche zu einigen, beziehungsweise auf den Erlass von Ausführungsbestimmungen zu warten. Im persönlichen Gespräch mit David erfuhr Vonessen jedoch, „Es ist besser, wenn ein Katholik das macht“, gegebenenfalls dem „Erbgesundheitsgesetz“ Genüge zu tun. Vonessens Vorgesetzter Coerper ließ ihm bei einem Gespräch Ende 1933 noch Zeit, sich bei den kirchlichen Stellen die nötige Gewissheit für eine Positionierung zu verschaffen.
Nachdem das Gesetz am 1. Januar 1934 in Kraft trat, wies das Erzbistum Köln in allen Gottesdiensten auf das Verbot der Sterilisation aufgrund eigenen oder staatlichen Willens hin, ließ den Umgang mit der Anzeigepflicht für Mediziner aus dem Gesetz aber offen. Franz von Papen, Katholik und Vizekanzler im Kabinett Hitlers, kündigte im März 1934 in einem Schreiben an Kardinal Adolf Bertram eine Kompromisslösung an, nach der nur Ärzte, die „innerlich auf dem Boden des Gesetzes stehen“, die vorgeschriebenen Anträge stellen müssten. Stattdessen trat zum 1. April 1935 das Gesetz zur Vereinheitlichung des Gesundheitswesens in Kraft. Es wies den Gesundheitsämtern als nunmehr staatlichen Einrichtungen die verpflichtende Mitwirkung zur Vorbereitung und Durchführung von Zwangssterilisationen im Rahmen der NS-„Erb- und Rassenpflege“ zu. Vonessen, bislang Arzt im Dienste der Kommune, musste damit rechnen als Amtsarzt im Sinne des Gesetzes zur Verhütung erbkranken Nachwuchses zur unmittelbaren Mitarbeit an dessen Umsetzung herangezogen zu werden.
Während Vonessen noch immer auf eine verbindliche Stellungnahme seitens der Kirche wartete, kam es ab 1935 in Köln schon zu 2.555 Fällen von Sterilisationen, darunter auch solche, die auf Anzeigen durch katholische Ärzte und Amtsärzte zurückzuführen waren. Vonessens Vorgesetzter Coerper drängte ihn zur Qualifizierung zum staatlichen Medizinalbeamten, doch Vonessen weigerte sich unter Verweis auf die Mitwirkungspflicht bei Zwangssterilisationen. Auch die Zuordnung der „Erb- und Rassenpflege“ zu seinem Amt als Stadt- und Bezirksamt verweigerte er. Der von ihm befragte Bonner Theologe Fritz Tillmann wählte einen Kunstgriff, in dem er die Anzeige einer kranken Person beim Erbgesundheitsgericht zwar als Mitwirkung bei einer moralisch unzulässigen Zwangssterilisierung einordnete, die Anzeige aus „gewichtigen Gründen“ aber dennoch zulässig sei. Das konnten beispielsweise „Rücksichten auf das Gemeinwohl“ oder das „berechtigte Einzelwohl“, also die Gefährdung des Arztes selbst, sein. Als eindeutig unerlaubte Mitwirkung bezeichnete dagegen Bischof von Preysing die Anzeige, blieb aber unter den deutschen Bischöfen der einzige mit einer derart klaren Positionierung.
Im Juli 1935 fragte Coerper bei Vonessen im Auftrag des Oberbürgermeisters schriftlich an, ob er innerhalb eines Jahres das Kreisarztexamen ablegen und alle damit verbundenen gesetzmäßigen Aufgaben übernehmen wolle. Im September des gleichen Jahres stimmte Vonessen der Kreisarztqualifizierung zu, bat aber, ihn aus religiösen Gründen von der Mitwirkung bei der Unfruchtbarmachung auszuschließen. Die Bitte, daraus selbst Konsequenzen zu ziehen, lehnte er ab. Bis ins Jahr 1936 konnte sich die Stadt- und Gauverwaltung nicht zu einer Entscheidung über sein berufliches Schicksal entschließen, übten aber weiterhin Druck auf Vonessen aus. Darüber an einer langsam verlaufenden Gehirnentzündung erkrankt, einigte sich Vonessen schließlich auf die Versetzung in den Ruhestand unter Bezug eines Ruhegehaltes mit Versorgungsbezügen. Diese Regelung trat zum 1. April 1937 in Kraft.

### Zweiter Weltkrieg
Um seine Familie ernähren und Kredite tilgen zu können, eröffnete Franz Vonessen nach seiner Genesung im Herbst 1937 eine Praxis für Lungenheilkunde am Hohenzollernring, die gut besucht wurde. Nach den Novemberpogromen 1938 wurde die Situation für Juden in Köln bedrohlicher. Vonessen behandelte weiterhin jüdische Patienten und wurde mehrfach gebeten, Atteste zur Erleichterung der Auswanderung auszustellen, was er auch tat. Konsulate mehrerer Staaten sandten in Folge Auswanderungswillige gezielt in seine Praxis. Das Konsulat von Belgien ernannte ihn zu dessen Vertrauensarzt.
Im März 1940 empfing die Familie Vonessen den ehemaligen Landeshauptmann der Steiermark, Karl Maria Stepan, der bei einem Nachbarn wenige Wochen nach seiner Entlassung aus dem Konzentrationslager Dachau zu Gast war. Von ihm erhielten sie schockierende, authentische Nachrichten aus dem Betrieb des KZ, in dem zu der Zeit vor allem politische Gefangene gefoltert und erniedrigt wurden.
Anfang der 1940er Jahre wurde die Hilfeleistung für jüdische Kölner zunehmend schwieriger. Schließlich wurde Vonessen von der Gestapo wegen seiner „Weitherzigkeit“ bei der Ausstellung von Attesten verwarnt. In mehreren Fällen konnte er Juden zu einem Versteck verhelfen oder ihnen Lebensmittelkarten zukommen lassen.

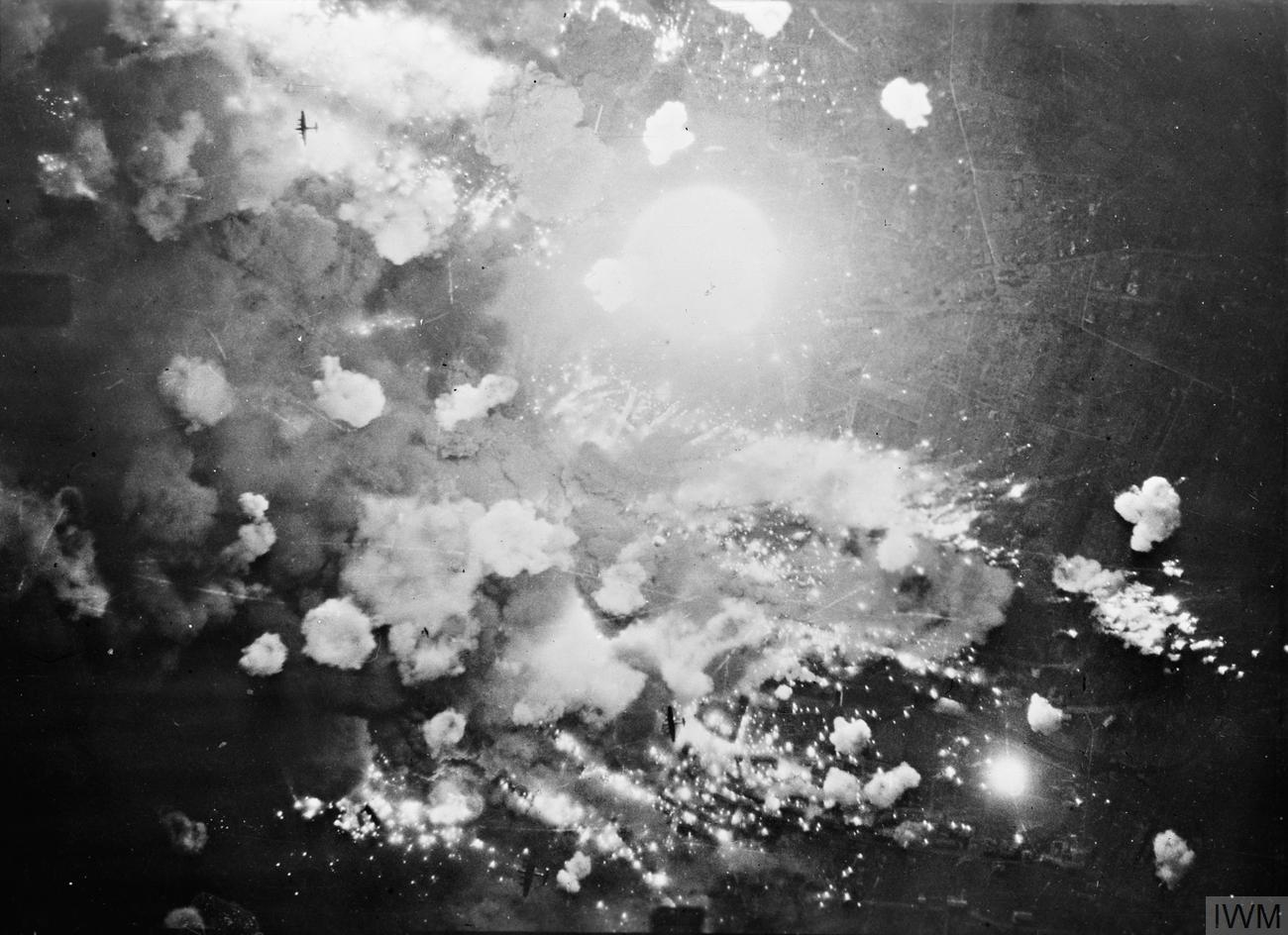
Aufnahme des Angriffs auf Pforzheim aus einem der Bomber

Die ersten schweren Angriffe alliierter Bomber Ende Mai 1942 überstanden Privatwohnung und Praxis Vonessens noch unbeschadet. Am 1. Juni 1942 jedoch wurde seine Praxis in der Innenstadt weitgehend zerstört. Er eröffnete später in Köln-Braunsfeld eine neue Praxis. Inzwischen durfte er als arischer Arzt unter Strafandrohung keine Juden mehr behandeln, und diese durften ihn nicht mehr als Arzt aufsuchen. Dennoch gelang es ihm im Jahr 1943 nach mehreren Anläufen gemeinsam mit dem Kölner Caritasdirektor Karl Boskamp, einer getauften Jüdin mit zwei erwachsenen Töchtern, die heimlich in seine Praxis gekommen war, über Beziehungen zu einem SS-Mann falsche Ausweispapiere zu beschaffen. In den folgenden Kriegsjahren erlebte die Familie zahlreiche schwere Luftangriffe auch auf Braunsfeld und überlebte im Keller die Teilzerstörung ihres Hauses durch Bombentreffer. Zeitweise waren Teile der Familie außerhalb Kölns untergebracht. Am 23. Februar 1945 erlebte Vonessen mit einer seiner Töchter einen verheerenden Luftangriff auf Pforzheim, der zu einem Feuersturm mit 17.600 Todesopfern und einer Gebäudezerstörung von 98 % des Stadtgebietes führte. Danach wich die Familie bis zum Kriegsende nach Mühlacker aus. Vonessen selbst nahm kurzfristig eine Stelle in einem Stuttgarter Krankenhaus an. Sein Sohn Clemens war bis ins Jahr 1948 als Soldat in Russland vermisst.

### Leitung des Kölner Gesundheitsamtes
Am 2. Mai 1945, zwei Tage vor der Rückkehr Konrad Adenauers, wurde Franz Vonessen durch das US-Militär nach Köln gebracht, nachdem er der Bitte, die Leitung des dortigen Gesundheitsamtes zu übernehmen, zugestimmt hatte. Ende Mai konnte Vonessen seine Familie nach Köln nachholen. Als Gesundheitsamtsleiter und Gesundheitsdezernent unter amerikanischer Militärregierung gehörte es zu seinen Aufgaben, eine basale medizinische Versorgung im hochgradig zerstörten Köln wiederherzustellen. Die Behörde residierte aufgrund der zerstörten Büros am Neumarkt zunächst im Augusta-Krankenhaus. Zu den medizinischen Herausforderungen der unmittelbaren Nachkriegszeit gehörte neben den Infektionen an Tuberkulose die massiv verbreitete Unterernährung bei Erwachsenen und Kindern. Trotz angelaufener Schulspeisung ermittelte das Gesundheitsamt 1946 bei 30 % der Kölner Schulkinder einen „ausgesprochen schlechten“ Ernährungszustand.
Mit Konrad Adenauer pflegte Vonessen ab 1946 einen Briefkontakt über gesundheitspolitische Fragen. Vonessen stand der neu gegründeten CDU nahe, ohne jedoch Mitglied zu sein. Privat unterstützte er Adenauer bei der Beschaffung von Medikamenten, die dessen Frau wegen eines Ödems benötigte. Im Jahr 1947 durchlief Vonessen das Entnazifizierungsverfahren der britischen Besatzungsmächte.
Trotz seiner widerständigen Haltung gegenüber der verbrecherischen Gesundheitspolitik der NS-Zeit ging Vonessen in seinen Publikationen der Nachkriegszeit darauf nicht mehr ein. Selbst über NS-loyale Mediziner wie seinen ehemaligen Vorgesetzten Coerper, verantwortlich für zahlreiche Zwangssterilisierungen und mitwirkend an Deportationen, äußerte er sich nur beiläufig. Auch zur ungehinderten Karriere von Kollegen, die z. T. noch in der Nachkriegszeit offen eine rassenhygienische und eugenische Ideologie vertraten, äußerte er sich nicht.
Franz Vonessen baute im Kölner Gesundheitsamt die Bereiche der Gesundheitsüberwachung und Gesundheitsfürsorge auf und förderte den Wiederaufbau der Kölner Krankenanstalten. Bei seiner regulären Pensionierung im Jahr 1957 würdigte Oberbürgermeister Theo Burauen neben seiner Aufbauarbeit auch seine Weigerung, sich dem „Zwang der Diktatur“ und dem Erbgesundheitsgesetz zu fügen und dafür seine Zwangspensionierung in Kauf zu nehmen. Auch Oberstadtdirektor Max Adenauer nahm in seiner Ansprache zum Abschied Vonessens Bezug auf dessen Weigerung, „Befehle auszuführen, die kein gesitter und sittlich hochstehender Mensch ausführen konnte“.
Vonessen erhielt 1957 den Verdienstorden 1. Klasse der Bundesrepublik. 1965 erhielt er das große Verdienstkreuz des Verdienstordens.

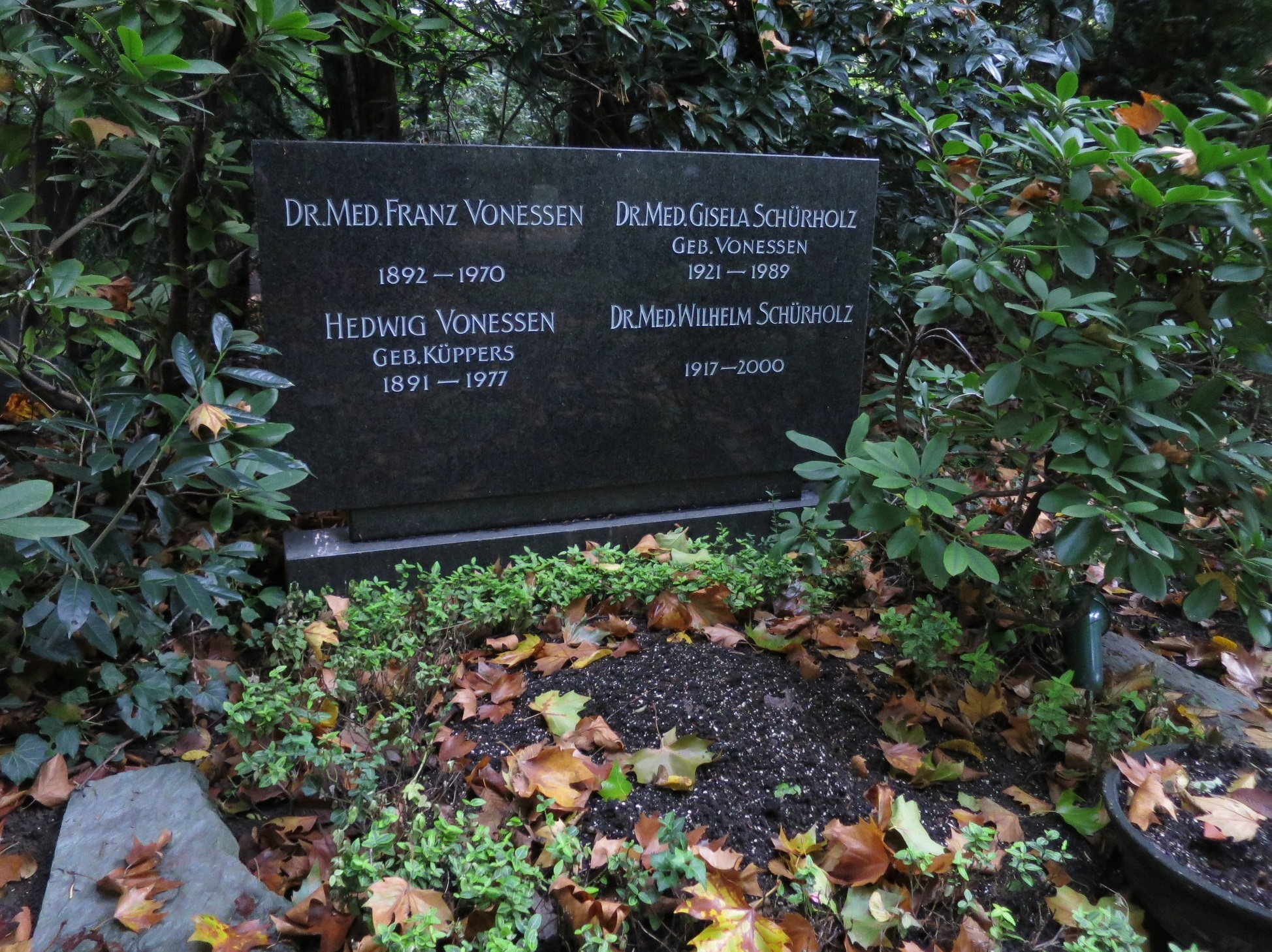
Franz Vonessen – Familiengrab auf dem Kölner Melaten-Friedhof

Im Ruhestand übernahm Vonessen ab Februar 1958 den Vorsitz im Vorstand der Krankenhausgesellschaft Nordrhein-Westfalen, im Juli 1958 den Vorstandsvorsitz des Deutschen Krankenhausinstitutes.
Franz Vonessen starb am 11. April 1970 in Köln. Beerdigt wurde er im Familiengrab auf dem Kölner Melaten-Friedhof (Flur 42).

## Veröffentlichungen (Auswahl)
- Zur Diagnose der Meningitis cerebrospinalis epidemica (Das Initialexanthem bei Meningitis cerebrospinalis epidemica);  Dissertation an der medizinischen Universitätsklinik Bonn, 1919
- Speisenverteilung in Krankenhäusern, Wärmewagensystem und Tablettsystem / Siegfried Eichhorn; Richard Joachim Sahl; Franz Vonessen, Köln, Opladen, Westdeutscher-Verlag, 1968